# Catocala huachuca
Catocala huachuca är en fjärilsart som beskrevs av William Beutenmüller 1918. Catocala huachuca ingår i släktet Catocala och familjen nattflyn. Inga underarter finns listade i Catalogue of Life.